# Bridgewater (Vermont)
Bridgewater es un pueblo ubicado en el condado de Windsor en el estado estadounidense de Vermont. En el año 2010 tenía una población de 936 habitantes y una densidad poblacional de 7 personas por km².

## Geografía
Bridgewater se encuentra ubicado en las coordenadas 43°37′10″N 72°40′19″O / 43.61944, -72.67194.

## Demografía
Según la Oficina del Censo en 2000 los ingresos medios por hogar en la localidad eran de $39,107 y los ingresos medios por familia eran $47,500. Los hombres tenían unos ingresos medios de $27,727 frente a los $22,857 para las mujeres. La renta per cápita para la localidad era de $19,811. Alrededor del 7.9% de la población estaban por debajo del umbral de pobreza.